# Педру Еуженіу
Педру Еуженіу (порт. Pedro Eugénio, нар. 26 червня 1990, Фару) — португальський футболіст, півзахисник «Астани».

## Клубна кар'єра
Народився 26 червня 1990 року в місті Фару. Вихованець юнацьких команд футбольних клубів «Ольяненсі», «Фаренсе», «Спортінг», та «Бенфіка».
У дорослому футболі дебютував 2009 року виступами за аматорську команду «Мессіненсе», в якій провів один сезон. Після цього Педру по сезону провів у клубах «Лолетану» та «Фаренсе» з третього та четвертого португальського дивізіонів відповідно.
30 липня 2012 року, після короткого перегляду, Еуженіу приєднався до болгарського «Бероє», уклавши трирічну угоду. Дебютував за нову команду 11 серпня 2012 року в матчі проти «Ботев» (Враца), виграному з рахунком 4:0. Загалом за сезон 2012/13 португалець провів за клуб 21 матч чемпіонату і забив 3 голи, та зіграв у одній грі Кубка, ставши у складі команди володарем Кубка та Суперкубка Болгарії.
У січні 2014 року Еуженіо знову став гравцем «Фаренсе», яке тепер грало у другому дивізіоні країни, але вже влітку повернувся до Болгарії, де по сезону виступав за клуби «Хасково», «Черно море» та «Верея».
16 червня 2017 року Еуженіо повернувся до «Бероє» і провів там найрезультативніший сезон у своїй кар'єрі, ставши третім найкращим бомбардиром чемпіонату із 16 голами в 31 грі, включаючи хет-трик 17 лютого в грі з «Чорним морем» (4:1). Після завершення вдалого сезону португалець перейшов до клубу турецької Першої ліги «Алтай», підписавши дворічний контракт. Втім через фінансові проблеми Педру пішов з команди за обопільною згодою в січні 2019 року і повернувся в «Берое», а у липні ФІФА наклала на «Алтай» трансферну заборону, поки вони не розрахуються з боргами близько 1 мільйона турецьких лір з Еуженіо та Іваном Івановим.
З 2020 року став виступати у Прем'єр-лізі Казахстану за клуби «Жетису», «Тараз» та «Астана» і з останньою у сезоні 2022 року став чемпіоном країни та найкращим бомбардиром з 17 голами.

## Виступи за збірну
30 жовтня 2006 року дебютував у складі юнацької збірної Португалії (U-17) в грі відбору на юнацький чемпіонат Європи 2007 року проти однолітків з  Іспанії (1:3). Загалом на юнацькому рівні взяв участь у 5 іграх.

## Титули і досягнення
- Володар Кубка Болгарії (1):

«Бероє»: 2012/13
- Володар Суперкубка Болгарії (1):

«Бероє»: 2013
- Чемпіон Казахстану (1):

«Астана»: 2022

### Індивідуальні
- Найкращий бомбардир Прем'єр-ліги Казахстану: 2022 (17 голів)

## Особисте життя
Його батько, Руй Еуженіу, також був футболістом.